# Jacqueline Foster

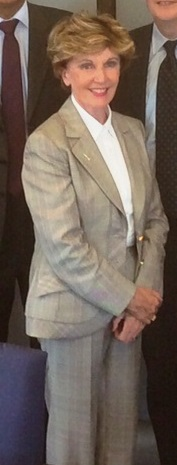
Jacqueline Foster (2014)

Jacqueline Foster, Baroness Foster of Oxton DBE (geborene Renshaw, * 30. Dezember 1947 in Liverpool) ist eine britische Politikerin der Conservative Party.

## Leben
Foster besuchte die Prescot Girls' Grammar School. Nach ihrer Schulzeit war sie als Stewardess bei British Airways tätig und wurde Mitglied in der britischen Gewerkschaft Transport and General Workers' Union. Von 1981 bis 1984 war sie vier Jahre lang für das Touristikunternehmen Horizon Tours tätig und fing dann erneut bei British Airways an.
Foster war von 1999 bis 2004 Abgeordnete im Europäischen Parlament. Während sie bei den Europaparlamentswahlen 2004 scheiterte, zog sie 2009 erneut in das Europäische Parlament als Abgeordnete ein. 2019 wurde sie als Dame Commander des Order of the British Empire geadelt. Am 29. Januar 2021 wurde sie als Baroness Foster of Oxton, of Oxton in the County of Merseyside, zur Life Peeress erhoben und ist dadurch seither Mitglied des House of Lords.
1975 heiratete sie Peter Foster, von dem sie sich 1981 trennte.

## Tätigkeiten als EU-Abgeordnete
In der Periode ab 2009 ist Foster als Mitglied im Ausschuss für Verkehr und Fremdenverkehr sowie als Stellvertreterin im Ausschuss für Umweltfragen, öffentliche Gesundheit und Lebensmittelsicherheit sowie in der Delegation für die Beziehungen zu den Vereinigten Staaten tätig.